# Напредна Српска — НС
Напредна Српска — НС (НС) је парламентарна политичка странка у Републици Српској и Босни и Херцеговини.
Настала је 2013. године када је судском одлуком Адам Шукало изгубио спор са Јованом Хаџи Митровићем, око мјеста предсједника Српске напредне странке, те је одлучио основати нову странку.
Због сличног имена са Српском напредном странком, Централна изборна комисија БиХ је дозволила регистрацију за изборе под именом Странка „Нова Српска“ — НС, те су у коалицији ДНС—НС—СРС на изборима за НСРС 2014. године освојили два, од укупно осам, коалиционих посланичких мјеста. За посланике су изабрани Адам Шукало и Горан Ђорђић.

## Нови предсједник
Почетком 2017. на ванредној Скупштини странке долази до смјене Адама Шукала са мјеста предсједника странке, те избора Горана Ђорђића за новог предсједника. Разлазом Шукала и Ђорђића престала је са постојањем и Посланичка група Напредне Српске у деветом сазиву Народне скупштине, а Шукало је наставио дјеловање у склопу посланичке групе ПДП-а.

## Промјена имена
Странка је 2013. у Основном суду у Добоју у судски регистар уписана под именом Странка Напредна Српска (скраћено СНС или Напредна Српска). Пререгистрована је 2016. године у Основном суду у Бањој Луци и пуно име странке је гласило Странка Напредна Српска — НС (скраћено НС). Избором Ђорђића за предсједника странке 2017. године услиједила је нова прергистрација у садашње име Напредна Српска — НС (скраћено НС). Дио пуног имена странке је и скраћеница НС.

## Предсједници
| Бр. | Председник   | Председник | Рођен-Умро | Почетак функције | Крај функције  |
| --- | ------------ | ---------- | ---------- | ---------------- | -------------- |
| 1.  | Адам Шукало  |            | 1978–      | 25. мај 2013.    | 19. март 2017. |
| 2.  | Горан Ђорђић |            | 1973–      | 19. март 2017.   | тренутно       |

## Резултати
| Избори | # гласова | % од важећих | # посланика | Влада            |
| ------ | --------- | ------------ | ----------- | ---------------- |
| 2014.  | 61.016    | 9,22%        | 2 / 83      | владајући        |
| 2018.  | 28.183    | 4,12%        | 0 / 83      | ванпарламентарна |